# Panamerikanische Spiele 2023/Softball
Bei den Panamerikanischen Spielen 2023 in der chilenischen Hauptstadt Santiago de Chile fand vom 30. Oktober bis 4. November 2023 ein Turner der Frauen im Softball statt. Austragungsort war das Baseball and Softball Center.

## Bilanz

### Medaillenspiegel
| Platz  | Land               | Gold | Silber | Bronze | Gesamt |
| ------ | ------------------ | ---- | ------ | ------ | ------ |
| 1      | Vereinigte Staaten | 1    | —      | —      | 1      |
| 2      | Puerto Rico        | —    | 1      | —      | 1      |
| 3      | Kanada             | —    | —      | 1      | 1      |
| Gesamt | Gesamt             | 1    | 1      | 1      | 3      |

### Medaillengewinner
| Gold | Silber | Bronze |
| --- | --- | --- |
| Vereinigte StaatenMia Davidson Montana Fouts Nicole Bates Rachel García Alison Aguilar Aliyah Andrews Allyson Carda Amanda Lorenz Aubrey Leach Baylee Klingler Dejah Mulipola Erin Coffel Haylie McCleney Janae Jefferson Kathryn Sandercock Sahvanna Jaquish | Puerto RicoTaran Alvelo Aleimalee López Brianna Roberts Nayah Pola Yessenia López Jena Cozza Kathyria García Soto Aleshia Ocasio Camille Ortiz Alyssa Rivera Madison Simon Samantha del Hoyo Karla Claudio Tatianna Roman Gianna Mancha Janelle Martínez | KanadaMorgan Rackel Morgan Reimer Nicole Rivait Kianna Jones Dawn Bodrug Sara Groenewegen Zoe Hicks Janet Leung Callum Pilgrim Erika Polidori Natalie Wideman Grace Messmer Rylie Crane Emma Entzminger Larissa Franklin Kelsey Harshman |